# Mariadorp
Mariadorp (Limburgs: De Klonie) is een klein dorp in het zuiden van de Nederlandse provincie Limburg, behorend tot de gemeente Eijsden-Margraten. Tot 31 december 2010 maakte het dorp deel uit van de gemeente Eijsden. In 2002 telde het 277 inwoners.
Het dorp is in 1913 gesticht, het werd opgebouwd tijdens de Eerste Wereldoorlog als een arbeiderswijk bij de Maastrichtsche Zinkwit Maatschappij, wat nog steeds te zien is aan de typische bouwstijl. Omdat het niet direct tegen Eijsden lag was het feitelijk een gehucht. Het dorp bestaat uit zeven korte zijstraten aan de voormalige provinciale weg 592, nog eerder de rijksweg Maastricht - Luik, met witgeschilderde arbeiderswoningen.
In 1960 werd er de Maria Tenhemelopnemingkerk gebouwd naar een ontwerp van architect Eugène Hoen met eigen parochie aan de overzijde van de oude rijksweg, daardoor kan de wijk zich sindsdien een 'dorp' noemen.
In het nieuwe aangelegde park naast de zinkwitfabriek ligt het nieuwe crematorium. Het park is aangelegd op de oude stortplaats.

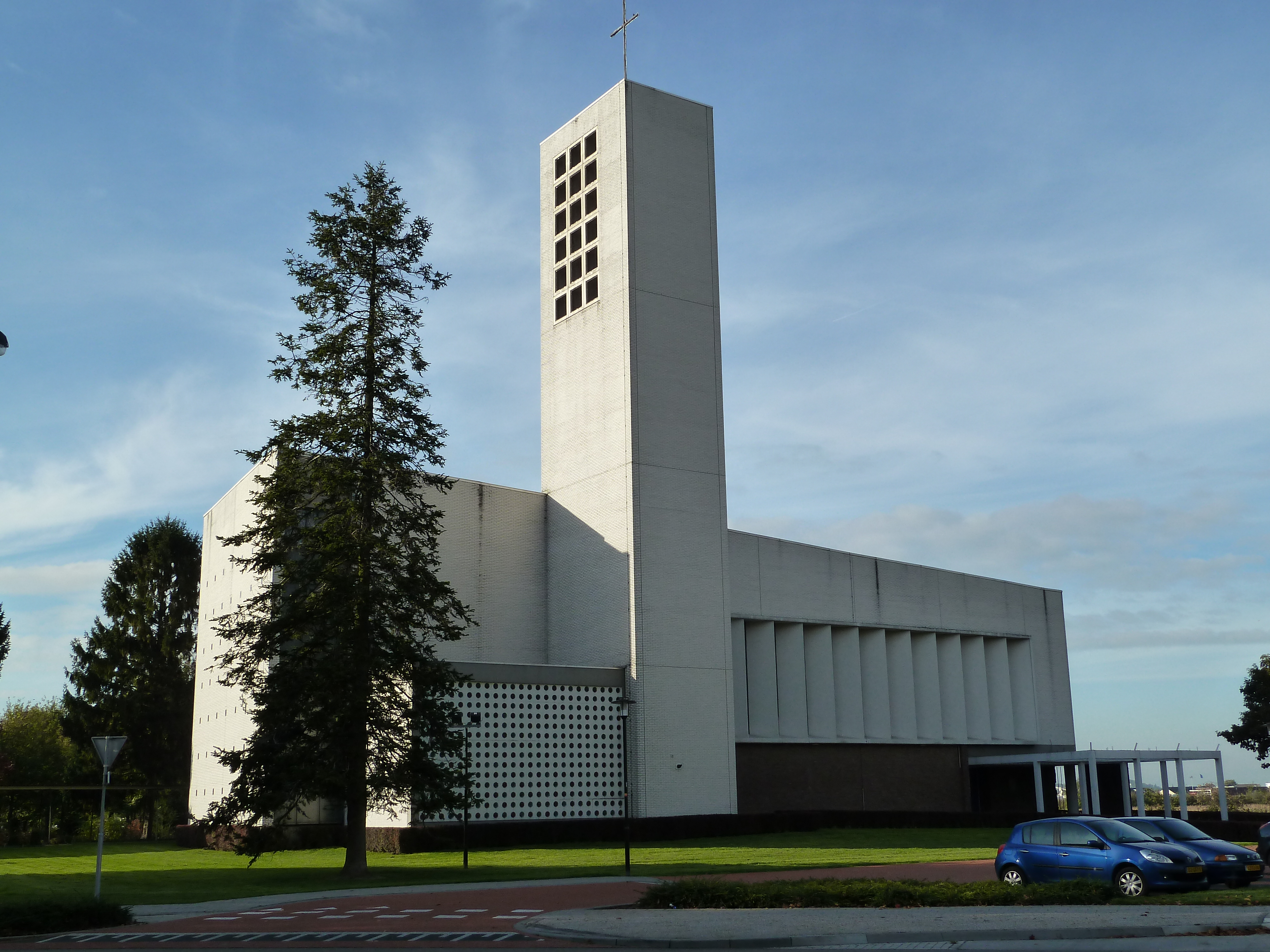
Maria Tenhemelopnemingkerk
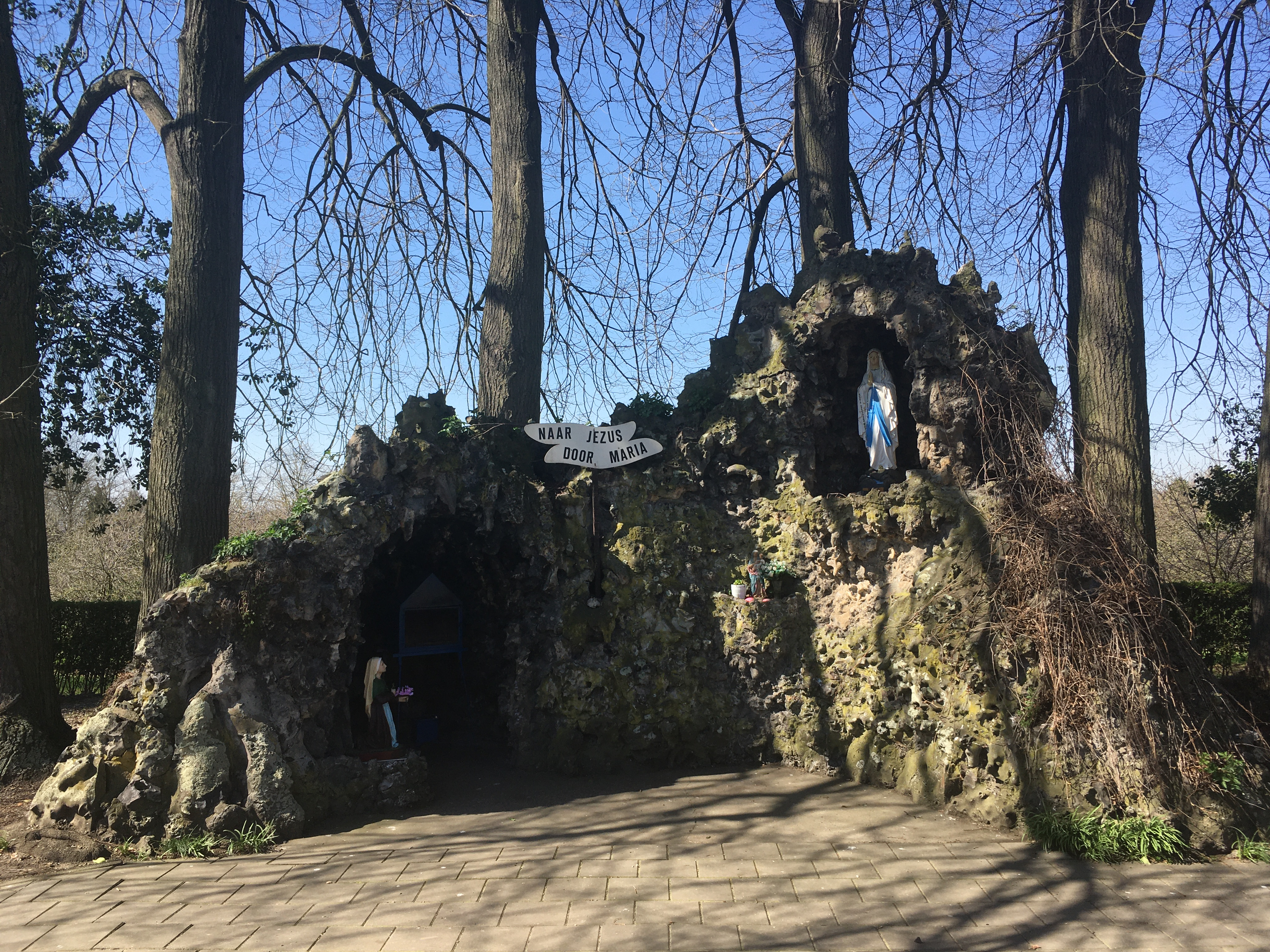
Lourdesgrot

## Natuur en landschap
Mariadorp ligt in het oosten van het Maasdal op een hoogte van ongeveer 61 meter. Naar het oosten toe wordt het dorp begrensd door de autosnelweg A2, ten oosten waarvan zich de helling naar het Plateau van Margraten bevindt. In de omgeving vindt men veel boomgaarden.

## Verkeer en vervoer
Mariadorp ligt direct ten westen van de autosnelweg A2. Met het openbaar vervoer is Mariadorp te bereiken via de aangrenzende plaats Eijsden.

## Nabijgelegen kernen
Eijsden, Oost-Maarland, Moelingen, Mesch, Rijckholt
Bovendien liggen in de omgeving van Mariadorp de buurtschappen Hoog-Caestert en Withuis.
Dorpen: Banholt · Bemelen · Cadier en Keer · Eckelrade · Eijsden · Gronsveld · Margraten · Mariadorp · Mesch · Mheer · Noorbeek · Oost-Maarland · Rijckholt · Scheulder · Sint Geertruid

Gehuchten & Buurtschappen: Berg · Bergenhuizen · Breust · Bruisterbosch · Gasthuis · Groot Welsden · Herkenrade · Honthem · Hoogcruts · Hoog-Caestert · Klein Welsden · Laag-Caestert · Libeek · Moerslag · 't Rooth · Schey · Schilberg · Sint Antoniusbank · Terhorst · Terlinden · Termaar · Ulvend · Vroelen · Wesch · Withuis · Wolfshuis

Limburg: Steden en dorpen      Nederland: Provincies · Gemeenten